# La Vid y Barrios
La Vid y Barrios – gmina w Hiszpanii, w prowincji Burgos, w Kastylii i León, o powierzchni 37,58 km². W 2011 roku gmina liczyła 280 mieszkańców.